# Đường tỉnh 190
Đường tỉnh 190 hay tỉnh lộ 190, viết tắt ĐT190 hay TL190, là đường tỉnh ở các huyện Hàm Yên, Chiêm Hóa và Na Hang, tỉnh Tuyên Quang, Việt Nam.

## Lộ trình
Đường tỉnh 190 nối vào Quốc lộ 2 ở ngã ba Thái Bình tại xã Thái Sơn, huyện Hàm Yên.
Đường vượt sông Lô, đi qua thị trấn Vĩnh Lộc, huyện Chiêm Hóa 22°8′43″B 105°16′3″Đ / 22,14528°B 105,2675°Đ.
Đến thị trấn Na Hang nối vào Quốc lộ 279 22°20′59″B 105°22′54″Đ / 22,34972°B 105,38167°Đ.

## Tên gọi
Trước đây đường có tên đường tỉnh 176, và tên này vẫn có mặt trên bản đồ tỷ lệ 1:50.000 bản 2004 , trên Google Maps, và trong thông tin về huyện Na Hang.
Đường được đổi tên là Đường tỉnh 190 theo Quyết định số 249/QĐ-UBND ngày 22/6/2006 của UBND tỉnh Tuyên Quang.
Tiếp đó Bộ Giao thông có Quyết định số 410/QĐ-BGTVT ngày 14/02/2017 về việc chuyển tuyến đường tỉnh ĐT190 đoạn từ Km0+00 - Km38+650 thành quốc lộ 3B thuộc địa phận tỉnh Tuyên Quang .